# Raein
Raein — одна из самых популярных скримо-групп в Италии.

## О группе
Образовались в городе Форли. В группе играли участники команд La Quiete и Neil On Impression. С 2000 по 2004 годы группа выпустила несколько записей и активно гастролировала. В 2005 году группа распалась, так как участники разъехались по разным городам. Последние два шоу состоялись в Монбризоне и на фестивале Cry Me a River в Германии в конце 2005 года.
В 2007 году группа воссоединилась для концерта на мероприятии antiMTVday в Болонье. Воодушевлённые встречей, музыканты продолжили играть вместе и в июле 2007 закончили работу над новой пластинкой. Альбом вышел в 2008 году. После возвращения группа выпустила ряд сольных альбомов и коллабораций, включая сплит-альбом с Loma Prieta.
В музыкальном блоге BrooklynVegan альбом Raein Il n’y a pas d’orchestre (2003) включили в список 25 основных скримо-альбомов 1990—2000 годов, поставив Raein в один ряд с хардкор-панк-группами Envy, Daïtro и La Quiete, и отметив влияние на более поздние скримо-коллективы, такие как Loma Prieta.

## Дискография
- 2002 — Self Titled
- 2003 — Il N’y A Pas De Orchestre
- 2004 — Doden Marscherar At Vast (7")
- 2004 — Raein/Phoenix Bodies Split (7")
- 2004 — Raein/Funeral Diner Split (7")
- 2004 — Raein/Daïtro Split (10")
- 2004 — This Is Your Life (сборник)
- 2004 — Verso La Fine (сборник)
- 2004 — The Harsh Words As The Sun
- 2004 — From 3 To 1 In 2 And 4 (ремикс)
- 2004 — The Emo Armageddon (сборник)
- 2008 — Nati da Altri Padri
- 2011 — Ah, as if…
- 2011 — Sulla linea d’orizzonte tra questa mia vita e quella di tutti[4]